# Synchytrium minutum
Synchytrium minutum är en svampart som först beskrevs av Narcisse Theophile Patouillard och som fick sitt nu gällande namn av Ernst Gäumann 1927. 
Synchytrium minutum ingår i släktet Synchytrium och familjen Synchytriaceae. Inga underarter finns listade i Catalogue of Life.